# Teresa Lampreia
Teresa Lampreia é uma diretora de séries e novelas da Rede Globo. Filha do embaixador Luiz Felipe Lampreia.
- 2017 - Tempo de Amar ... Direção
- 2016 - Haja Coração ... Direção Geral
- 2014 -  Em Família .... Direção [1]
- 2013 - Flor do Caribe .... Direção [2]
- 2011/2012 - A Vida da Gente .... Direção [3]
- 2010 - Especial de Natal: "Nosso Querido Trapalhão" .... Direção Geral [4]
- 2009/2010 - Viver a Vida .... Direção [5]
- 2006/2007 - Páginas da Vida .... Direção [6]
- 2005 - América .... Direção [7]
- 2003 - A Casa das Sete Mulheres .... Direção [8]
- 2001/2002 - O Clone .... Direção [9]
- 2000 - Aquarela do Brasil .... assistente de Direção [10]
- 1999 - Terra Nostra .... Assistente de Direção [11]
- 1998 - Hilda Furacão .... Assistente de Direção [12]
- 1997 - O Amor Está no Ar .... Assistente de Direção [13]